# Lennart Atterwall
Alfons Lennart Folke Atterwall, ursprungligen Ohlsson, född 26 mars 1911 i Perstorp, Skåne, död 23 april 2001, var en svensk friidrottare (spjutkastning och mångkamp). 
Civilt arbetade han som folkskollärare först i Vendelsö och därefter under många år i Svalöv.
Han tävlade för Klippans BIF (1934), IFK Knislinge (1935), Malmö AI (1937), IFK Vendelsö (1938–1939), SoIK Hellas (1940), Färila IF (1941) och återvände senare till Malmö AI.

## Främsta meriter
Atterwall kom fyra i spjut vid OS i Berlin 1936.
Vid EM 1946 i Oslo tog han guldmedaljen i spjutkastning.
Han hade det svenska rekordet i spjutkastning 1936–1951.
Han blev svensk mästare i spjut åtta gånger, i femkamp en gång och i tiokamp en gång.

## Karriär

### Spjutkastning
Atterwall började tävla i spjut på allvar 1931.
1934 blev han Sverige-etta för första gången, på 68,56. Han vann även SM detta år med 62,38.
Även 1935 vann han SM (65,95) och var Sverige-etta (68,56 detta år också).
Den 20 september 1936 slog Atterwall Erik Lundqvists svenska rekord från 1928 (71,01) med ett kast på 71,72. Detta år var han även med i OS i Berlin där han kom fyra med 69,20.
Vid landskampen mot Ungern 9–10 oktober 1937 i Budapest vann Atterwall spjutkastningen på 75,10, men detta kunde p.g.a. för mycket medvind inte godkännas som svenskt rekord. En vecka senare (den 17 oktober) förbättrade han dock i Stockholm sitt svenska rekord till 74,77 under godtagbara förhållanden. Detta rekord skulle stå sig till 1951 då Per-Arne Berglund slog det. Enligt  var han detta år Sverige-etta med resultatet 75,10 - bättre än svenska rekordet.
Under åren 1937 till 1941 vann Atterwall SM i spjut med resultaten 69,74, 65,16, 68,56, 66,06 resp. 65,12. Han var dessutom bäst i Sverige 1938-1940, på resultaten 73,73, 72,36 och 70,54.
År 1946 tävlade han vid EM i Oslo och tog då guldmedaljen med 68,74.

### Övrigt
År 1937 vann Atterwall SM i femkamp på rekordnoteringen 3492 poäng. Han vann SM-guld i tiokamp 1940.
Han utsågs 1935 till Stor grabb nummer 81. Lennart Atterwall är begravd på Fuglie kyrkogård.